# Stalolidia dissolutus
Stalolidia dissolutus är en insektsart som beskrevs av Jacobi 1905. Stalolidia dissolutus ingår i släktet Stalolidia och familjen dvärgstritar. Inga underarter finns listade i Catalogue of Life.